# Klemperka
Klemperka je uměle vytvořený skalní systém, který se nachází na západ od hradu Kokořín, u vesnice Truskavna v Šemanovickém dole v okrese Mělník.
Podle pověsti získala název od loupežníka Klempery, jenž se tu v 19. století skrýval. Údajně měl být nedaleko Truskavny zabit sedláky z Vysoké. Další pověst tvrdí, že jeskyně je s vesnicí spojena chodbou, která ovšem pravděpodobně neexistuje. V letech 1998-2000 provedla Správa Chráněné krajinné oblasti Kokořínsko – Máchův kraj vyčištění spodní části jeskyně, při níž došlo k objevení vchodu z údolí, ovšem nikoliv chodby.
Vstup je možný buď po žebříku, nebo po schodech vytesaných v úzkém komínu na terasu pět metrů nad povrchem. Odtud je možné přejít do horních místností a po schodech sejít do dolní části.
Od hradu Kokořín je jeskyně přístupná po modré turistické značce (KČT 1070) přes obec Kokořín a za ní, na počátku Truskavenského dolu, po žluté značce (KČT 6085).